# 申玹卓
申玹卓（韓語：신현탁，1980年03月21日—），韓國男演員。

## 經歷
- 2018年6月：Good Farmers宣傳大使

## 演出作品

### 電視劇
- 2004年：MBC《我來自朝鮮》
- 2004年：MBC《hard boiled》
- 2005年：SBS《餅乾老師星星糖》
- 2005年：SBS《堅強的野花》飾演 李鎮燮
- 2006年：KBS《首爾1945》
- 2006年：MBC《跨越彩虹》
- 2010年：MBC《背心》飾演 申基錄
- 2010年：KBS《蔘生》飾演 石昌植
- 2014年：JTBC《宥娜的街》飾演 林東浩 [1]
- 2014年：KBS《Hi! School - Love On》飾演 姜基修 [2]
- 2015年：TV朝鮮《偉大的故事 - 離散家人的故事》
- 2015年：tvN《别放松精神线》
- 2015年：《女人戰爭:睜開眼睛》[3]
- 2021年：《國家代表妻子》饰演 姜锡久

### 電影
- 2002年：《夢精記之金老師》
- 2003年：《間諜要回家》
- 2004年：《我也去》
- 2004年：《我腦海中的橡皮擦》
- 2005年：《棕櫚樹叢》
- 2006年：《格鬥的技術》
- 2006年：《毆打誘發者》飾演 沅龍
- 2006年：《誘惑老闆100招》飾演 旻朱
- 2008年：《GP506》
- 2008年：《您在遠方》
- 2009年：《比悲傷更悲傷的故事》飾演 旻哲
- 2009年：《Hello My Love》
- 2009年：《情人眼裡出西施》
- 2010年：《走進炮火中》
- 2012年：《偵探上錯床（朝鲜语：간기남）》
- 2013年：《誰想死在我生命裡》
- 2014年：《熱血青春》飾演 만철
- 2014年：《另一個約定》
- 2014年：《出借爸爸》客串飾演 신찌라시
- 2015年：《狗: dog eat dog》客串飾演 최태수
- 2015年：《世界盡頭的愛情》客串
- 2017年：《軍艦島》 飾演 漁夫
- 2017年：《同行》
- 2018年：《Live Hard》飾演 樂器店主人
- 2019年：《真兇（朝鲜语：진범 (영화)）》飾演 李民宰刑警
- 2021年：《Live Hard》饰演 乐器店主人
- 2022年：《在统营的一天》饰演 平载

### 舞台剧
- 2000年：《初分》
- 2001年：《讀戀愛小說的農人》
- 2001年：《둥둥낙랑둥》

### 網劇
- 2018年：《이채움은 온에어중》

## 外部連結
- 申玹卓 （页面存档备份，存于） 在Naver电影上的资料